# クイズ!スピードキング
『クイズ!スピードキング』（QUIZ! SPEED KING、略称: QSK）はテレビ朝日で2011年10月5日から2012年3月28日までに放送されていたクイズ番組。愛称はスピキン。

## 概要
4人のプレイヤーで持ち時間を増やし、その持ち時間で早押しクイズの達人「スピードキング」への挑戦し、賞金獲得を目指す。
席には画面左から順に「10」「20」「30」「40」と数字が描かれており、その席で1問答えるごとに獲得できる秒数となっている（1stステージ、2ndステージでは獲得秒数が席毎に表示されるが、3rdステージでは全員分の秒数が合算される）。席順は事前にプロデューサーと編成部が回答したアンケートを元に“頭が良さそう”とされる順に席が決められている。1stステージ、2ndステージ共に40秒席に座った人ができるだけ多く正解を出すことで3rdステージの難易度が下がることになる。
BGMは、主に『ドラゴンクエスト』シリーズ（以下、「ドラクエ」）やファミリーコンピュータ音源のSEの一部が使用されている（各ステージで後述）。
放送終了後の2013年には、イギリスの制作会社Wall to Wallとの共同で、海外販売用の番組フォーマット『No Brainer』を開発。ワーナー・ブラザース・インターナショナル・テレビジョン・プロダクション(Warner Bros. International Television Production)がフォーマットオーナーとなり、テレビ番組の見本市「MIPTV Media Market」に出品。8月にはオランダ公共放送BNNにて、オランダ版が放送された（制作会社はBlazHoffski）。
また本国でも、『最強スピードキングを倒せ!!クイズ!タイムイズマネー』と題したリメイク版を、2014年4月5日23:15 - 0:09に放送。このリメイク版では、大熊英司に加え坂上忍も司会を務めた。

## 出演者
いずれもテレビ朝日アナウンサー
- 大熊英司 - 進行役担当
- 野村真季 - 問題読み
- 古澤琢 - ナレーション

主な挑戦者
以下のメンバーが中心となって出演する。最終回では8人全員が出演した。
- 中田敦彦（オリエンタルラジオ）
- 河本準一（次長課長）
- 小森純
- ビビる大木
- 坂下千里子
- 春日俊彰（オードリー）
- 芹那（SDN48）
- 遠藤章造（ココリコ）

スピードキング
- 田中健一　16戦13勝3敗　連勝記録8　連敗記録2　勝率81.3％　賞金損失総額345,000円
- 日髙大介　10戦6勝4敗　連勝記録2（2回）　連敗記録2　勝率60.0％　賞金損失総額356,000円

## ルール
- 4人の芸能人が協力して挑む。
- まずは1st・2ndステージに挑み、そこでなるべく多くの時間を稼ぐ。ただし、途中で1人でも持ち時間が0秒になったら、その時点で即ゲームオーバー、挑戦終了となる
- 最後に、4人が獲得した秒数を合算してFinalステージの持ち時間とし、これを持ってFinalステージでスピードキングと対戦。これに勝てば、残り秒数×1000円の賞金を獲得。

### 対抗戦
- 4人1チームの2チーム対抗戦。
- まずは1チームずつ、通常通り1st・2ndステージに挑む。そして3rdステージで2チームが直接対決を行い、そこで勝利したチームのみボーナスステージ（スピードキングとの対戦）に進出。
  - ただし2ndステージ終了前に1人でも持ち時間が0秒になったら、その時点で不戦敗決定。相手チームがボーナスステージ進出となる。
- ボーナスステージ勝利の賞金は通常と同じ減額制だが、2011年12月10日放送の特別編では減額制ではなく【3rdステージ終了時点の残り秒数×1000円】の固定制となった。

### 最終回スペシャル
- 2チームが別々に挑戦。最初から最終ステージのスピードキング戦に300秒（30万円）を持って挑戦する。ルールは通常と同じ。キングは田中と日高のどちらと戦うかを選択できる。
- 真の最終戦は日高VS8人全員で対戦した（持ち時間は前述通り300秒）。

## クイズ内容

### オープニングクイズ
だんだん難問クイズ
- 対抗戦のみで実施される、2チームの直接対決。
- 出題された問題に対して、5秒間のシンキングタイム中に考え、全員一斉に口頭で答える。
- 誤答した人から脱落（解答権を失う）。1問ごとに問題の難易度は上がっていき、どちらかのチームが4人全員脱落するまで続けられる。
- 先に4人全員脱落したチームの負け。
- 2セット実施。1セット勝利につき50秒（12.5秒×4人）が、1stステージ開始時に予め加算される。また、このクイズは席決めも兼ねており、このクイズの成績が良かった順に「10」「20」「30」「40」と席に着いて、本編のクイズに挑む。

### 1stステージ
国民平均3文字クイズ
- 4問出題。出題される問題は街角正解率50%以上の問題のみで、答えは全て“3文字”（漢字3文字、漢字と平仮名で3文字、片仮名3文字など）。
- 10秒間のシンキングタイム中に考え、4人が同時に答える。1問正解につき10秒席は10秒、20席は20秒という具合に席に対応して残り時間が加算される。誤答した場合でもペナルティはない。
- 4人全員正解のパーフェクト達成なら、さらに50秒のボーナスが4人それぞれに加算される（席毎の秒数も獲得するため、パーフェクトなら合計300秒獲得となる）。

連チャン当たり前ランドセルクイズ
- 小学校で習う範囲の内容から出題。
- 10秒席の人から1人1問ずつ解答。5秒間のシンキングタイム中に考え、一斉に口頭で答える。
- 4人全員が正解できたら1周クリア。100秒獲得した上に、獲得秒数が更に増える2周目、3周目、4周目に挑戦できる。1人でも間違えたら、その時点で終了。
  - 1周目クリア→100（10+20+30+40）秒加算、2周目クリア→200（20+40+60+80）秒加算、3周目クリア→300（30+60+90+120）秒加算。4周全てクリアで、600（60+120+180+240）秒獲得となる。
- 国語、理科、社会の3セット実施。

クイズ!レベル5
- 4人に対して一般常識問題を出題。10秒間のシンキングタイム中に考え、4人が同時に答える。1問正解につき10秒席は10秒、20席は20秒という具合に席に対応して残り時間が加算される。誤答した人は、そのセットの解答権を失う。
- 5問1セットで連続して出題され、1問ごとに問題の難易度が上がっていく。1人でも5問全て正解した場合は、そのセットで4人が積み立てた秒数が2倍に増える。
- 2セット（一般常識、国語・算数・理科・社会から出題教科を選択）実施。

タイムカプセルクイズ
- 1人ずつ挑戦。
- 解答者が生まれてから現在までに起きた時事から、クイズを出題。5秒間のシンキングタイム中に考え、口頭で答える。
- 1問正解につき10秒席は10秒、20席は20秒という具合に席に対応して残り時間が加算される。
- 1人に対して3問1セットで出題され、全問正解ならパーフェクト。パーフェクト達成なら、さらに50秒のボーナスが4人それぞれに加算される。

### 2ndステージ
早押し!即答しづらいクイズ
- 5～7問出題。出題内容は主に計算問題、アナグラム、ことわざの正式名称など即答しづらく、誤答しやすい引っかけ問題。特番では、CMやスポーツなどの懐かし映像からもクイズが出題される。
- 問題を読み上げた後、1stステージで全員の貯めた秒数が1秒ずつ減っていく（よって1秒につきトータル4秒失う）、時間制限付き早押し形式。
- 答えが分からない場合でも問題のパスは出来ず、秒数が削られる。また、誰が回答をするか相談することも可能
- 早押しボタンを押し、正解した席の秒数が全員にそれぞれ加算される（10秒席で全員にそれぞれ+10秒（実質+40秒）、40秒席で全員にそれぞれ+40秒（実質+160秒）となる。）。
- 誤答した場合はペナルティとして解答時の全員の持ち秒数が半分になり、誤答した解答者はさらに半分の1/4になる（1秒未満の端数は切り捨て）。
- 4人の解答者のうち、1人でも持ち時間が0秒になると即ゲームオーバーとなりこのステージで終了となる。

### 3rdステージ
相手の秒数削り取れ!!キャリーオーバーバトル!（爆弾キャリーオーバーバトル）
- 対抗戦のみで実施される、2チームの直接対決。
- まず、開始時に4人の獲得秒数を合算。それが、それぞれのチームの持ち時間となる。
- 最初に、2ndステージ終了時点で負けているチーム（2セット目以降は、前のセットで負けたチーム）が、問題テーマを選択。そして10秒席から順番に、口頭で問題に答えていく。
- 正解なら自分の席の秒数が10秒ずつ累積されて、次の人に解答権が移動。40秒席が正解したら、相手チーム（の10秒席）に解答権が移る。
- 不正解なら累積されていた秒数分、自分のチームの持ち時間が削られる。
- これをどちらかのチームの持ち時間が0秒（以下）になるまで繰り返し、相手の持ち時間を0秒にしたチームが勝利。

### Finalステージ（ボーナスステージ）
時間を止めろ!超ウルトラ早押し!スピードキングを倒せ!
- 解答者4人が「スピードキング」（早押しクイズ王。登場時に名前と様々な称号が表示される。以下「キング」と表記）に早押しクイズで挑む。ここまで4人の稼いだ合計秒数が巨大砂時計に表示され、3問正解した時点で残った秒数×1000円が賞金になる。時間内に3問正解出来なかった場合はゲームオーバー。
  - ボーナスステージ勝利の賞金は通常と同じ減額制だが、2011年12月10日放送の特別編では減額制ではなく【3rdステージ終了時点の残り秒数×1000円】の固定制となった。
- 4対1の対決だが、4人側は答えが分かったら誰が答えても構わない。
- 最初の1～2問はキングでないと分からないようなかなりの難問が出題される。その次は誰か1人の得意とするジャンル（好きなタレント、学生時代に所属していた部活、趣味や特技などに関連する）にちなんだ問題を数問出題。得意ジャンルの問題の後はあるひとつのジャンルにくくられた問題が出題される（どちらもキングが知っているような難易度の高い問題が多い）。
- 問題の出題や解答中、「○○さんは△△がお好きなようですが」などの前振り、プレイヤー同士による雑談、司会者による実況の間もタイマーは止まらない。一方キングは、プレイヤーが答える前に正解を繰り返すことで回答権を奪い、プレイヤー側の賞金を0円にすることが目的である（キングが何問正解しても、制限時間が尽きない限りゲームオーバーにはならない）。
- キングが誤答した場合は、解答者側が1問正解した扱いとなる。解答者側が誤答した場合は、その問題が流れるのみでペナルティはないがその分タイムロスになる。
- BGMは『ドラクエIV』の「栄光への戦い」（「戦闘」→「邪悪なるもの」→「戦闘」）のオーケストラバージョンが使用されている。2011年11月9日放送分は『ドラクエIII』の戦闘BGM（「戦闘のテーマ」→「勇者の挑戦」→「戦闘のテーマ」）が使用された。

## 最強スピードキングを倒せ!!クイズ!タイムイズマネー
テレビ朝日系列フルネット全局にて、2014年4月5日23:15 - 0:09に放送
- 3人1チームの4チーム対抗戦。
- 番組が開始された時点で、各チームに100万円の賞金が贈られる。ただし全ステージを通じて、正解できない限り1秒につき1000円ずつ減額されていく。『クイズ!スピードキング』の時にあった賞金増額のチャンスもない。
- 途中で賞金が0円になったチームは、その時点で失格となる。

### 1stステージ
スピードキングに負けるな！早抜けクイズ
- 仮面を着用したスピードキングと、1対4チームで早押しクイズ。
- クイズ開始と同時に4チーム同時に賞金が減額していくが、1問正解したチームから勝ち抜けとなり、減額が止まる。
- 4チーム全員の減額が止まったらステージ終了。

### 2ndステージ
即答しづらいけど理由を聞けばスッキリ！クイズ
- 礼儀作法やアイデアグッズの使い道などを問うクイズをVTRで出題。
- 答えが分かったチームはフリップに答えを書いてからボタンを押して、司会者に答えを見せる。正解したチームから、賞金の減額が止まる。4チーム全て正解したらその問題は終了。
- 3問出題。ステージ終了時点で残存している賞金の上位2チームのみFinalステージに進出、スピードキングと再戦できる。

### Finalステージ
超ウルトラ早押し！スピードキングを倒せ！！
- 『クイズ!スピードキング』のFinalステージ「時間を止めろ!超ウルトラ早押し!スピードキングを倒せ!」と同じ。
- 下位チームから順番に、スピードキングと1対3で早押しクイズを戦う。スピードキングから3ポイント取れば勝利となり、チームは残存している賞金を獲得、更にスピードキングは仮面を外して正体を見せる[2]。

## ネット局と放送時間

### レギュラー放送
| 放送対象地域 | 放送局                | 系列           | 放送日時          | 放送開始日     | 遅れ日数    |
| ------------ | --------------------- | -------------- | ----------------- | -------------- | ----------- |
| 関東広域圏   | テレビ朝日（EX）      | テレビ朝日系列 | 水曜25:21 - 25:51 | 2011年10月5日  | 制作局      |
| 愛媛県       | 愛媛朝日テレビ（eat） | テレビ朝日系列 | 水曜25:21 - 25:51 | 2011年10月5日  | 同時ネット  |
| 熊本県       | 熊本朝日放送（KAB）   | テレビ朝日系列 | 月曜25:15 - 25:45 | 2011年10月17日 | 12日遅れ    |
| 山口県       | 山口朝日放送（yab）   | テレビ朝日系列 | 日曜25:10 - 25:40 | 2012年2月5日   | 約4ヶ月遅れ |
| 福島県       | 福島放送（KFB）       | テレビ朝日系列 | 火曜24:20 - 24:50 | 2012年3月6日   | 約5ヶ月遅れ |

## スタッフ
- 構成：石原健次、興津豪乃、上野耕一郎
- TM：大島秀一
- TD・SW：今川愛
- カメラ：山田和裕
- 映像：橋本潤
- 音声：中田孝也
- 照明：江頭儀浩
- 美術デザイン：中塚宏
- 美術進行：田島えりか、市丸和範
- 大道具：宗村達
- 電飾：高久裕己
- CGデザイン：藤井康人
- メイク：川口カツラ店
- 編集：上本学（IMAGICA）
- MA：小田崇（IMAGICA）
- CG：寺戸俊・木村航平（PDトウキョウ）
- 音響効果：井上竜一・高橋幸輝（Tsp）
- TK：中里優子
- デスク：星野敬子
- 編成：松瀬俊一郎、荒井祥之、二階堂義明
- 宣伝：谷俊之
- 営業：北澤亜紀
- CBC：臼井正和、福島亘
- 美術協力：テレビ朝日クリエイト
- 問題作成：梅田道人
- 制作スタッフ：新田良太、大野隆博、江口慧、玉田康人、齋藤聡、川口順也
- ディレクター：御越保、橋詰圭太、藤井智康、篠原崇、平山建司、松岡信行
- プロデューサー：北詰由賀、原田廣一
- プロデューサー・演出：片野正大
- ゼネラルプロデューサー：山下浩司
- 制作著作：テレビ朝日